# Michelangelo Antonioni

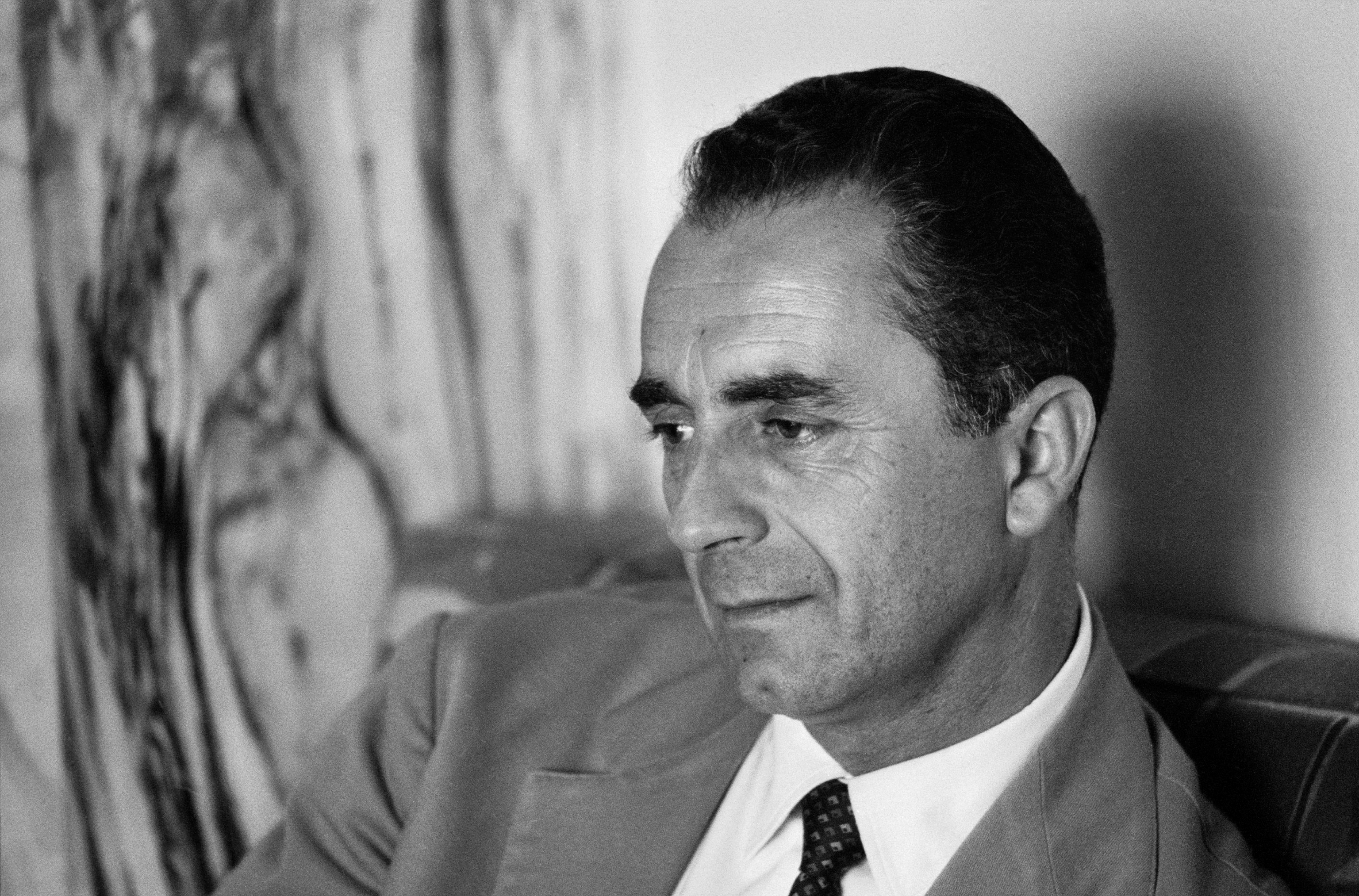
Michelangelo Antonioni (1961)

Michelangelo Antonioni (* 29. September 1912 in Ferrara, Italien; † 30. Juli 2007 in Rom) war ein italienischer Filmregisseur, Autor und Maler. Seine Filme wurden mit zahlreichen Preisen ausgezeichnet, darunter die Goldene Palme, der Goldene Löwe, der Goldene Bär und der Goldene Leopard. 1995 erhielt er den Ehrenoscar für sein Lebenswerk.

## Leben
Der Sohn eines Gutsbesitzers schloss sein Studium an der Universität Bologna als Diplom-Volkswirt ab, arbeitete für kurze Zeit in einer Bank und verfasste Filmkritiken für den Corriere Padano. 1939 ging er nach Rom, „um sein Leben dem Film zu widmen“. Er schrieb für L’Italia libera. Erste Entwürfe für Drehbücher entstanden in jener Zeit. Nahe der Filmstadt Cinecittà studierte er am Centro Sperimentale di Cinematografia Filmtechnik. Hier traf Antonioni einige jener Künstler, mit denen er später zusammenarbeiten sollte, darunter Roberto Rossellini. Mit Rossellini arbeitete er 1942 am Script für dessen Film Un pilota ritorna. Darauf folgte eine Assistenz bei Marcel Carnés Die Nacht mit dem Teufel.
Ebenfalls in Rom schrieb er für die Zeitschrift Cinema, eine von Mussolinis Sohn Vittorio herausgegebene, offizielle Filmzeitschrift. In den 1940er Jahren erschienen hier auch die oft zitierten Würdigungen faschistischer und antijüdischer Propagandafilme wie Hitlerjunge Quex oder Jud Süß, die Antonioni später eine ganze Reihe böser Kommentare einbrachten. Wegen politischer Differenzen wurde Antonioni bei Cinema schließlich entlassen, wo er zuvor einige Privilegien genossen hatte. Mitte der 1970er Jahre wurde er außerdem in der chinesischen Presse für seinen 1972 erschienenen Dokumentarfilm über die Volksrepublik China kritisiert.
Antonioni beschrieb sich selbst als marxistischen Intellektuellen.
1985 erlitt Antonioni einen Schlaganfall, dessen Folgen ihn stark behinderten (unter anderem verlor er teilweise die Fähigkeit zu sprechen) und ihm bis zu seinem Tod nur noch die Realisierung von Jenseits der Wolken (zusammen mit Wim Wenders, 1995) sowie einigen Kurzfilmen und kurzen Reisedokumentationen erlaubten. 1998 wurde er mit dem Antonio-Feltrinelli-Preis ausgezeichnet.
Am 30. Juli 2007 verstarb Antonioni im Alter von 94 Jahren in Rom.

## Werk
Nach Kriegsende drehte er Menschen am Po sowie weitere Kurzfilme, 1950 konnte er mit Chronik einer Liebe seinen ersten Spielfilm realisieren. Einige seiner frühen Filme werden mit dem italienischen Neorealismus in Verbindung gebracht. Dabei beschäftigte er sich mit der Nachkriegsgesellschaft, menschlicher Isolation, aber auch mit dem Ausbruch aus Konventionen. Während sich nämlich der reine Neorealismus mit der äußeren Entfremdung des einfachen Menschen von seiner Umwelt beschäftigt, kehrte Antonioni dieses Motiv um. Seine Anfang der 1960er Jahre entstandene Trilogie, bestehend aus Die mit der Liebe spielen (1960), Die Nacht (1961) und Liebe 1962 (1962), handelt in erster Linie von der inneren Entfremdung und der Zerrissenheit der Protagonisten, die ausschließlich in den oberen Gesellschaftsschichten verkehren.
Ein weiteres Thema sind die Möglichkeiten von Medien, Dinge zu zeigen und gleichzeitig zu hinterfragen, wie in seinem bekanntesten Film Blow Up, in dem ein Fotograf auf einem seiner Fotonegative eine Leiche zu sehen glaubt und der Sache auf den Grund gehen will.
Zabriskie Point ist eine Hommage an die 68er-Bewegung: In einer Phase gewalttätiger Studentenunruhen brechen ein Student und eine Angestellte aus ihrem alltäglichen Leben und der Konsumgesellschaft aus und treffen sich in der Wüste – ihre Flucht scheitert jedoch ebenso wie die Revolte der Studenten.

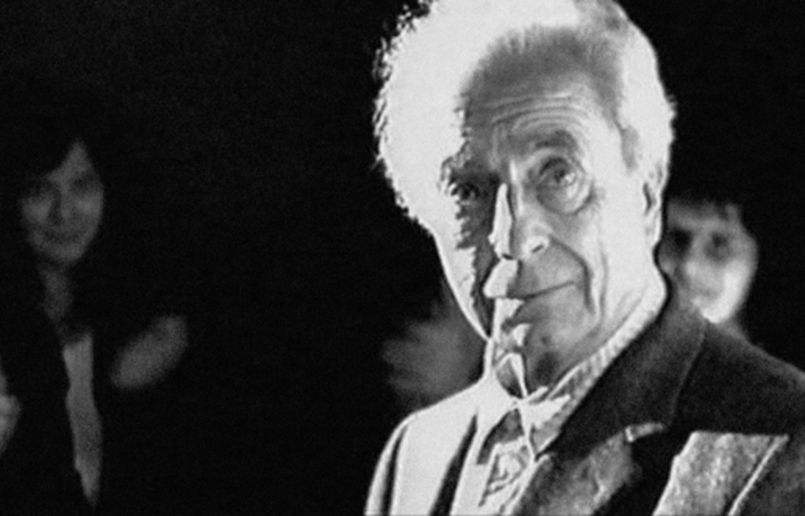
Antonioni 1995 in Köln

Wim Wenders unterstützte den Filmregisseur 1995 bei der Inszenierung einer Adaption eigener fragmentarischer Skizzen aus früheren Jahren in Form einer Anthologie: Jenseits der Wolken. Wenders hielt diese Erfahrungen in seinem Tagebuch fest und veröffentlichte diese später unter dem Titel Die Zeit mit Antonioni.
Vom 10. März bis 9. Juni 2013 veranstaltete Ferrara Arte die erste große Ausstellung über Michelangelo Antonioni im Palazzo dei Diamanti in Ferrara.

## Filmografie

### Kurzfilme
- 1943–47: Menschen am Po (Gente del Po)
- 1948: Straßenreinigung (N. U. – Nettezza urbana)
- 1949: L’amorosa menzogna
- 1949: Aberglauben (Superstizione)
- 1949: Sette canne un vestito
- 1950: La funivia del Faloria
- 1950: La villa dei mostri
- 1995: Ritorno a Lisca Bianca
- 2004: Lo sguardo di Michelangelo

### Langfilme
- 1950: Chronik einer Liebe (Cronaca di un amore)
- 1953: Kinder unserer Zeit (I vinti)
- 1953: Die große Rolle (La signora senza camelie)
- 1953: Liebe in der Stadt (L’amore in città, Episode Tentato suicidio)
- 1955: Die Freundinnen (Le amiche)
- 1957: Der Schrei (Il grido)
- 1960: Die mit der Liebe spielen (L’avventura)
- 1961: Die Nacht (La notte)
- 1962: Liebe 1962 (L’eclisse)
- 1964: Die rote Wüste (Il deserto rosso)
- 1965: Drei Gesichter einer Frau (I tre volti, Episode Die Probeaufnahme)
- 1966: Blow Up (Blowup)
- 1970: Zabriskie Point
- 1972: Antonionis China (Chung Kuo Cina) (Dokumentarfilm)
- 1975: Beruf: Reporter (Professione: reporter)
- 1980: Das Geheimnis von Oberwald (Il mistero di Oberwald)
- 1982: Identifikation einer Frau (Identificazione di una donna)
- 1989: 12 registi per 12 città (Episode Rom)
- 1995: Jenseits der Wolken (Al di là delle nuvole)
- 2004: Eros (Episode Il filo pericoloso delle cose)

## Auszeichnungen (Auswahl)
Nastro d’Argento
- 1948: Bester Dokumentarfilm für Straßenreinigung
- 1950: Bester Dokumentarfilm für L’amorosa menzogna
- 1951: Spezialpreis für Chronik einer Liebe
- 1956: Beste Regie für Die Freundinnen
- 1961: Nominierung in der Kategorie Beste Regie für Die mit der Liebe spielen
- 1961: Nominierung in der Kategorie Beste Originalgeschichte für Die mit der Liebe spielen
- 1962: Beste Regie für Die Nacht
- 1963: Nominierung in der Kategorie Beste Regie für Liebe 1962
- 1965: Nominierung in der Kategorie Beste Regie für Die rote Wüste
- 1968: Beste Regie für Blow-Up
- 1971: Nominierung in der Kategorie Beste Regie für Zabriskie Point
- 1976: Beste Regie für Beruf: Reporter
- 1983: Nominierung in der Kategorie Bestes Drehbuch für Identifikation einer Frau
- 1993: Ehrenpreis für das Lebenswerk
- 1996: Nominierung in der Kategorie Beste Regie für Jenseits der Wolken

Internationale Filmfestspiele von Venedig
- 1953: Nominierung für den Goldenen Löwen für Kinder unserer Zeit
- 1955: Nominierung für den Goldenen Löwen für Die Freundinnen
- 1955: Silberner Löwe für Die Freundinnen
- 1964: Goldener Löwe für Die rote Wüste
- 1964: FIPRESCI-Preis für Die rote Wüste
- 1983: Goldener Löwe für das Lebenswerk
- 1995: FIPRESCI-Preis für Jenseits der Wolken
- 1998: Pietro-Bianchi-Preis

Internationale Filmfestspiele von Cannes
- 1960: Nominierung für die Goldene Palme für Die mit der Liebe spielen
- 1960: Preis der Jury für Die mit der Liebe spielen
- 1962: Nominierung für die Goldene Palme für Liebe 1962
- 1962: Spezialpreis der Jury für Liebe 1962
- 1967: Goldene Palme für Blow-Up
- 1975: Nominierung für die Goldene Palme für Beruf: Reporter
- 1982: Nominierung für die Goldene Palme für Identifikation einer Frau
- 1982: Jubiläumspreis für Identifikation einer Frau

Weitere
- 1957: Goldener Leopard beim Locarno Film Festival für Der Schrei
- 1961: Goldener Bär bei den Internationalen Filmfestspielen Berlin für Die Nacht
- 1961: FIPRESCI-Preis bei den Internationalen Filmfestspielen Berlin für seine Werke
- 1961: David di Donatello in der Kategorie Beste Regie für Die Nacht
- 1967: Nominierung für den Oscar in der Kategorie Bestes Originaldrehbuch für Blow-Up
- 1967: National Society of Film Critics Award in der Kategorie Beste Regie für Blow-Up
- 1976: Luchino-Visconti-Preis bei den David di Donatellos
- 1976: Bodil in der Kategorie Bester europäischer Film für Beruf: Reporter
- 1993: Europäischer Filmpreis für das Lebenswerk
- 1995: Ehrenoscar für das Lebenswerk
- 1998: Preis für das Lebenswerk beim Palm Springs International Film Festival
- 2004: FIPRESCI-Preis bei der Semana Internacional de Cine de Valladolid für Lo sguardo di Michelangelo